# Лентискоза (Салерно)
Лентискоза је насеље у Италији у округу Салерно, региону Кампанија.
Према процени из 2011. у насељу је живело 892 становника. Насеље се налази на надморској висини од 310 м.